# Heterachthes congener
Heterachthes congener är en skalbaggsart som beskrevs av Martins 1965. Heterachthes congener ingår i släktet Heterachthes och familjen långhorningar. Inga underarter finns listade i Catalogue of Life.